# Jason DeRocco
Jason DeRocco (Winnipeg, 19 settembre 1989) è un pallavolista canadese.
Gioca nel ruolo di schiacciatore nell'Al-Ahly.

## Biografia
È figlio dell'ex pallavolista e allenatore Stelio DeRocco.

## Carriera

### Club
La carriera di Jason DeRocco inizia quando entra a far parte della squadra di pallavolo della sua scuola, la Miles Macdonell. Contemporaneamente gioca anche a livello di club, per il Junior Bison. Gioca poi a livello universitario per una stagione con la Mount Royal, per poi disputare i tre campionati successivi con la Alberta.
Nella stagione 2011-12 inizia la carriera professionistica nella Volley League greca con il Kīfisia. Nel campionato successivo veste la maglia del Saint-Nazaire, squadra militante campionato cadetto francese con la quale ottiene la promozione nella massima serie.
Nella stagione 2013-14 viene ingaggiato dalla Top Volley Latina, nella Serie A1 Italiana; nel mese di febbraio viene però ceduto al Nantes, andando a giocare nella Ligue A francese per la seconda parte di stagione, mentre nella stagione seguente emigra nella divisione cadetta turca con l'Afyonkarahisar.
Nel campionato 2015-16 si trasferisce nella Polska Liga Siatkówki, vestendo la maglia dello Jastrzębski Węgiel per un triennio, prima di trasferirsi in Giappone nell'annata 2018-19, firmando per lo FC Tokyo, in V.League 1. Al termine di questa esperienza si accasa nella formazione egiziana dell'Al-Ahly.

### Nazionale
Fa parte delle selezioni canadesi giovanili, vincendo la medaglia d'argento al campionato nordamericano Under-21 2008.
Nell'estate del 2013 debutta nella nazionale maggiore canadese, con cui vince in seguito la medaglia di bronzo alla Coppa panamericana 2016, alla World League 2017 e al campionato nordamericano 2017, quest'ultima bissata nel 2019.

## Palmarès

### Nazionale (competizioni minori)
- Campionato nordamericano Under-21 2008
- Coppa panamericana 2016